# Herenni Seneció
Herenni Seneció (en llatí Herennius Senecio) va ser un escriptor i magistrat romà que va viure al segle i. Era nadiu de la Bètica on va servir com a qüestor. Formava part de la gens Herènnia, una gens d'origen samnita.
Va ser executat per ordre de Domicià, sota l'acusació de Meci Car (Metius Carus), un dels delators que tenia l'emperador, de no haver optat a cap càrrec públic després de la qüestura, i d'haver escrit la vida d'Helvidi Prisc. La verdadera raó era la segona, ja que havia escrit la vida de Prisc a petició de la seva vídua Fànnia.